# Phragmites australis
Phragmites australis é uma espécie de planta com flor pertencente à família Poaceae. 
A autoridade científica da espécie é (Cav.) Trin ex. Steud., tendo sido publicada em Nomenclator Botanicus. Editio secunda 1: 143. 1840.
O seu nome comum é caniço.

## Portugal
Trata-se de uma espécie cosmopolita  presente no território português, nomeadamente em Portugal Continental e no Arquipélago da Madeira, sendo nativa dessas  regiões.

## Protecção
Não se encontra protegida por legislação portuguesa ou da Comunidade Europeia.